# Мягкова, Ирина Валерьевна
Ири́на Вале́рьевна Мягко́ва (род. 4 ноября 1982, Горький, СССР) — российская актриса, стендап-комик, сценаристка и телеведущая. Создатель и креативный продюсер программы «Женский стендап» на телеканале «ТНТ».

## Биография
Родилась 4 ноября 1982 года в городе Горьком (ныне — Нижний Новгород).
В детстве посещала музыкальную школу, актёрскую студию, занималась фехтованием и художественной гимнастикой.
В 2004 году окончила НГЛУ им. Добролюбова, факультет французского языка. Во времена студенчества принимала участие в КВН.

### Личная жизнь
В своих монологах и интервью рассказала, что была замужем, но брак не был успешным и пара рассталась.

## Карьера
Дебют будущей юмористки состоялся на телеканале ТНТ. Ирина участвовала в ряде юмористических проектов, таких как Смех без правил, Убойная лига, Открытый микрофон и Stand Up.
В 2015 году Ирина стала победительницей шоу Comedy Баттл.
В 2020 году совместно с Зоей Яровицыной Ирина Мягкова создала новый проект «Женский стендап» на телеканале ТНТ. Артистка также выступила креативным продюсером и ведущей программы.
Особенностью шоу стало участие в нём исключительно женщин. При этом, создательницы отрицают феминистическую направленность своего проекта. По словам организаторов, юмористическое шоу Женский стендап задумывалось как площадка, которая поддержит творческую деятельность девушек.
В 2020 году Ирина и Зоя выступили в качестве гостей на проекте «Импровизация». В этом же году девушек пригласили на телепередачу «Вечерний Ургант», где юмористки рассказали о женском стендапе в России.
В начале 2022 года Ирина выступила с первым сольным концертом под названием «Взрослая». По итогам концерта был выпущен документальный фильм о создании материала.
В марте 2022 года юмористка ушла из шоу «Stand Up» и начала работу в другом проекте. Позднее стало известно, что Ирину назначили креативным продюсером программы «Открытый микрофон».
В 2025 году выпустила сольный стендап-концерт под названием «Сильная и независимая».